# Massacre de Ballymurphy
La massacre de Ballymurphy va consistir en una sèrie d'incidents ocorreguts entre el 9 i l'11 d'agost de 1971, en què el 1er Batalló del Regiment de Paracaigudistes de l'Exèrcit Britànic va matar onze civils a Ballymurphy (Belfast, Irlanda del Nord), com a part de l'Operació Demetrius (internament sense judici). Els incidents de vegades han estat anomenats el «Diumenge Sagnant de Belfast», una referència a l'assassinat de civils pel mateix batalló a Derry uns mesos més tard, incident que ha estat anomenat el «Diumenge Sagnant».
Les investigacions de 1972 van llançar un veredicte obert sobre tots els assassinats, però un informe del forense de 2021 va determinar que tots els assassinats havien estat innocents i que els assassinats eren "injustificats".
Els «disturbis» a Irlanda del Nord portaven actius dos anys i Belfast s'havia vist particularment afectada per la violència política i sectària. L'exèrcit britànic s'havia desplegat a Irlanda del Nord el 1969, ja que els esdeveniments s'havien escapat del control de la Policia Reial de l'Úlster.
El matí del dilluns 9 d'agost del 1971, les forces de seguretat van llançar l'Operació Demetrius. El pla era arrestar i internar qualsevol sospitós de ser membre de l'Exèrcit Republicà Irlandès Provisional. La unitat seleccionada per a aquesta operació va ser el Regiment de Paracaigudistes. Els membres del Regiment de Paracaigudistes van declarar que, en entrar a l'àrea de Ballymurphy, els republicans els van disparar i ells van tornar el foc.
Mike Jackson, que més tard es convertiria en cap de l'exèrcit britànic, inclou un relat controvertit dels tirotejos i del seu paper com a oficial de premsa de l'exèrcit britànic estacionat a Belfast mentre passaven els incidents en la seva autobiografia. El llibre afirma que els morts als tirotejos eren pistolers republicans. Aquesta afirmació ha estat negada rotundament per les famílies catòliques dels morts als tirotejos, en entrevistes realitzades durant el documental The Ballymurphy Precedent.
El 2016, Declan Morgan, el president del Tribunal Suprem d'Irlanda del Nord, va recomanar una investigació sobre els assassinats, com a part d'una sèrie d'«investigacions del llegat» que cobreixen 56 casos relacionats amb els disturbis.
Aquestes investigacions es van endarrerir, ja que l'Executiu d'Irlanda del Nord no aprovava el finançament. L'ex-primera ministra d'Irlanda del Nord, Arlene Foster, del Partit Unionista Democràtic (DUP), va ajornar una oferta de finançament addicional per a les investigacions sobre els assassinats històrics a Irlanda del Nord, una decisió condemnada pel grup de drets humans Amnistia Internacional. Foster va confirmar que havia usat la seva influència a l'executiu per retenir els diners per finançar l'acumulació d'investigacions relacionades amb el conflicte. El Tribunal Suprem va dir que la seva decisió de negar-se a finançar la investigació era «il·legal i un defecte de procediment». Al gener de 2018, l'oficina del forense va anunciar que la investigació començaria al setembre de 2018.

## Cronologia

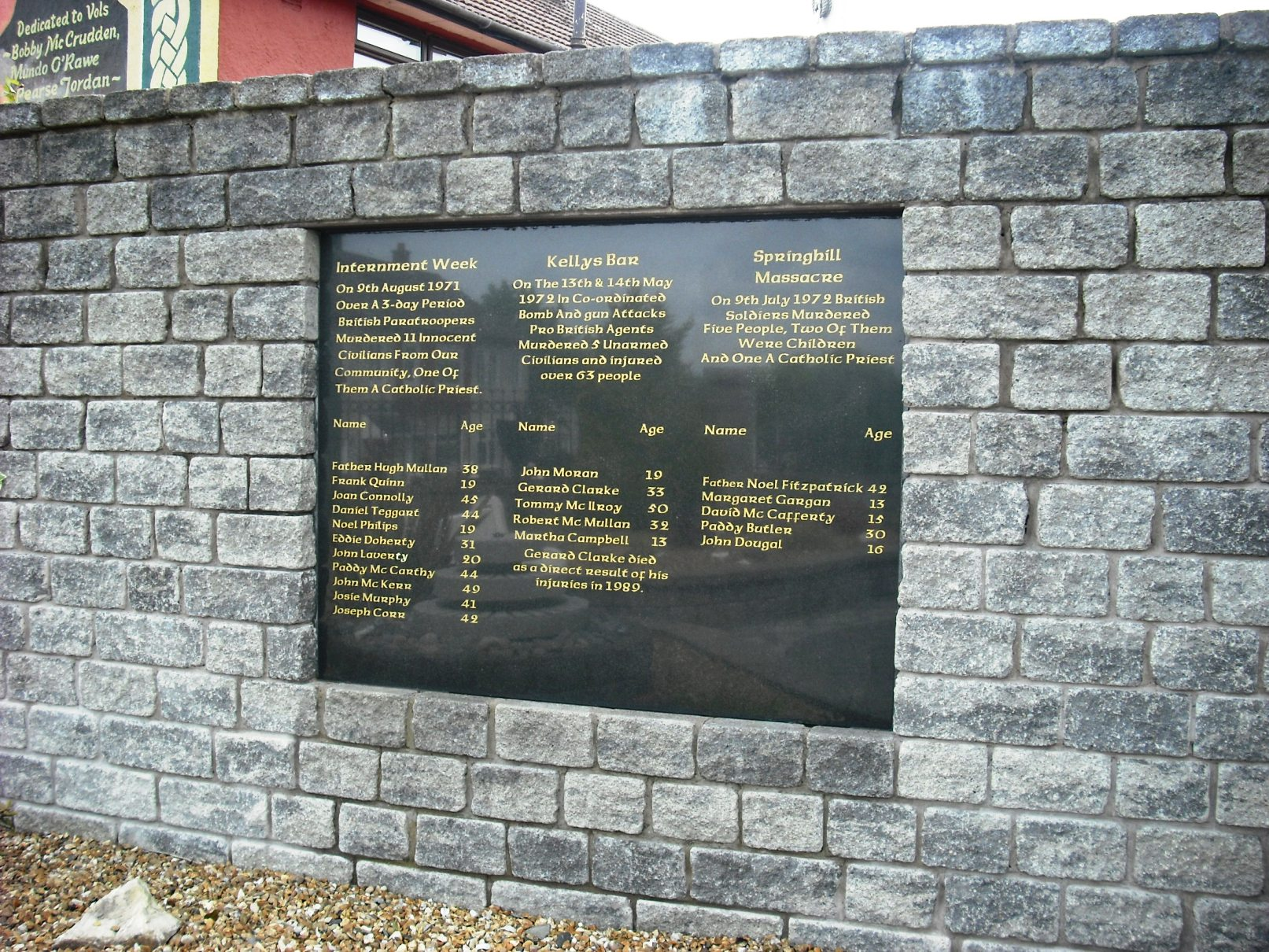
Placa commemorativa en un «jardí del record» a Ballymurphy, Belfast

Sis civils van ser assassinats el 9 d'agost:
- Francis Quinn (19), balejat mentre anava en auxili d'un ferit.[14]
- El pare Hugh Mullan (38), un sacerdot catòlic, va ser disparat quan es disposava a ajudar un ferit, suposadament mentre agitava un drap blanc per indicar les seves intencions.[15]
- Joan Connolly (44), balejada mentre es trobava davant de la base de l'exèrcit. S'ha afirmat que tres soldats li van disparar i que podria haver sobreviscut si hagués rebut atenció mèdica a temps, però va quedar llençada en un camp durant diverses hores.[16][17][18]
- Daniel Teggart (44), va rebre catorze trets. La majoria de les bales li van entrar per l'esquena, suposadament quan jeia ferit a terra.
- Noel Phillips (20), balejat mentre es trobava davant de la base de l'exèrcit.[19]
- Joseph Murphy (41), balejat mentre es trobava davant de la base de l'exèrcit. Posteriorment, Murphy va ser posat sota custòdia de l'exèrcit i, després d'alliberar-lo, mentre agonitzava a l'hospital, va afirmar que l'havien copejat i tornat a disparar mentre estava detingut. Quan el seu cos va ser exhumat l'octubre del 2015, es va descobrir una segona bala al cos, que segons els activistes va corroborar la seva afirmació.[20]

Un civil va rebre trets el 10 d'agost i quatre més l'11 d'agost:
- Edward Doherty (28), balejat mentre caminava per Whiterock Road.[21]
- John Laverty (20) i Joseph Corr (43) van rebre trets en punts diferents a la part superior de Whiterock Road. Laverty va rebre dos trets, un a l'esquena i un altre a la part posterior de la cama. Corr va rebre diversos trets i va morir a causa de les ferides el 27 d'agost.[14][22]
- John McKerr (49), balejat per atacants desconeguts mentre era a l'exterior d'una església catòlica, va morir a causa de les ferides el 20 d'agost.[23][24][25]
- Paddy McCarthy (44) es va enfrontar a un grup de soldats. La família al·lega que li van posar una arma buida a la boca i van prémer el gallet. McCarthy va patir un infart i va morir poc després.[26][27]

Al febrer de 2015, la condemna de Terry Laverty, germà menor de John, va ser anul·lada per la Comissió de Revisió de Casos Penals. Havia estat declarat culpable d'enrenou i sentenciat a sis mesos amb l'única evidència d'un testimoni presencial pertanyent al regiment de paracaigudistes. El cas va ser remès a la cort perquè l'únic testimoni es va retractar del testimoniatge.

## Documental
Els assassinats són el tema del documental d'agost del 2018 The Ballymurphy Precedent, dirigit per Callum Macrae, en col·laboració amb la cadena de televisió Channel 4.